# フット・ロッカー
Foot Locker（フット・ロッカー）は、アメリカ合衆国に本拠を構える靴を中心とした大手アパレル・チェーン。

## atmosの買収
2021年8月、フットロッカーはatmosを運営するテクストトレーディングカンパニー(社長は本明秀文）を3億6000万ドル（約400億円）で買収すると発表
。